# Municipio de San Juan Lajarcia
El municipio de San Juan Lajarcia es uno de los 570 municipios que conforman al estado mexicano de Oaxaca. Pertenece al distrito de Yautepec, dentro de la región sierra sur. Su cabecera es la localidad de San Juan Lajarcia.

## Geografía
El municipio abarca 108.61 km² y se encuentra a una altitud promedio de 900 m s. n. m., oscilando entre 1200 y 600 m s. n. m.

## Demografía
De acuerdo al último censo, realizado por el INEGI en 2010, en el municipio habitan 715 personas, repartidas entre 3 localidades.